# Castilléjar
Castilléjar é um município da Espanha na província de Granada, comunidade autónoma da Andaluzia, de área 132 km² com população de 1.584 habitantes (2009) e densidade populacional de 12,06 hab/km².

## Demografia
| Variação demográfica do município entre 1991 e 2005 | Variação demográfica do município entre 1991 e 2005 | Variação demográfica do município entre 1991 e 2005 | Variação demográfica do município entre 1991 e 2005 |
| --------------------------------------------------- | --------------------------------------------------- | --------------------------------------------------- | --------------------------------------------------- |
| 1991                                                | 1996                                                | 2001                                                | 2004                                                |
| 2248                                                | 2120                                                | 1611                                                | 1608                                                |